# دیر لیک، شهرستان فایت، پنسیلوانیا
دیر لیک (به انگلیسی: Deer Lake) یک منطقهٔ مسکونی در ایالات متحده آمریکا است که در شهرستان فایت، پنسیلوانیا واقع شده‌است. دیر لیک ۴٫۱۶ کیلومتر مربع مساحت و ۴۹۵ نفر جمعیت دارد و ۵۹۰٫۱ متر بالاتر از سطح دریا واقع شده‌است.